# Абу-ль-Гейт, Ахмед
Ахмед Абуль Гейт (араб. أحمد أبو الغيط‎; род. 12 июня 1942, Порт-Саид) — египетский политик и дипломат. Министр иностранных дел Египта в период с мая 2004 по март 2011, с 1 июля 2016 года — генеральный секретарь Лиги арабских государств (ЛАГ).

## Биография и карьера
Родился 12 июня 1942 года в Каире.
В 1964 году закончил бакалавриат на факультете коммерции в университете Айн Шамс.
В 1968 году начал службу в посольстве Египта на Кипре.
В 1979—1982 годы работал в посольстве Египта в Москве.
В 1999—2004 годы — постоянный представитель Египта при ООН.
С мая 2004 по март 2011 года — министр иностранных дел Египта.
С 1 июля 2016 года — генеральный секретарь ЛАГ.

## Награды
- Кавалер Большой ленты ордена Республики.
- Великий офицер ордена «За заслуги» (Франция).
- Командор ордена «За заслуги перед Итальянской Республикой» (Италия).
- Орден Сербского флага 1-й степени (Сербия, 2017)[3].
- Орден Восходящего солнца I степени (Япония, 2025)[4].
- Орден Дружбы (Россия, 17 сентября 2009 года) — за большой вклад в развитие сотрудничества между Российской Федерацией и Арабской Республикой Египет[5].